# Infektiöse Bursitis der Hühner
Die Infektiöse Bursitis der Hühner (IBu, Gumboro-Krankheit, Ansteckende Bursakrankheit, Bursitis infectiosa gallinarum, Avian Nephrosis) ist eine seuchenhaft auftretende Viruserkrankung junger Hühner, die mit einer hämorrhagischen Entzündung der Bursa Fabricii einhergeht. Sie wurde erstmals 1957 in Gumboro, Delaware (USA) beobachtet und tritt mittlerweile weltweit auf. Sie gehört zu den meldepflichtigen Tierkrankheiten.

## Erreger und Vorkommen
Der Erreger der Infektiösen Bursitis ist das Avibirnavirus (Syn. Infectious bursal disease virus, IBDV) aus der Familie Birnaviridae. Es existieren zwei verschiedene Serotypen und 17 verschiedene Virusstämme.
Das Virus befällt vor allem Hühner, aber auch Truthühner, eventuell sind auch Enten empfänglich. Eine Anzüchtung des Virus kann in bebrüteten Hühnereiern, Hühner-Fibroblasten-Kulturen oder embryonalen Bursa-Zellen erfolgen.
Die Erkrankung kommt weltweit vor. Die Virusausscheidung erfolgt über den Kot. Das Virus ist außerordentlich resistent gegenüber Umwelteinflüssen. In Hühnerställen kann es bis zu 122 Tage, in Futtermitteln bis zu 52 Tage infektiös bleiben. Die Infektion erfolgt über vor allem durch indirekten Kontakt mit virusbelasteten Gegenständen.

## Klinisches Bild
Die Erkrankung ist durch einen charakteristischen Krankheitsverlauf gekennzeichnet. Es erkranken lediglich Jungtiere bis zu einem Alter von 11 Wochen. Nach einer Inkubationszeit von 2 bis 3 Tagen kommt es zu bei nahezu allen Tieren (Morbidität bis zu 100 %) zu Unruhe, verminderter Futteraufnahme, gesträubtem Gefieder, grünweißlichem Durchfall, Dehydratation und Zittern. Bis zum 3. Tag nach Ausbruch kommt es zu einem starken Anstieg der Todesfälle, die ab dem 5./6. Tag wieder deutlich abnehmen. Die Mortalität beträgt bis zu 30 %. Chronisch infizierte Tiere zeigen verminderte Gewichtszunahmen und Anämie. 
Bei erneuten Ausbrüchen im selben Bestand verläuft die Erkrankung sehr mild, eventuell sogar unbemerkt.

## Diagnostik und Bekämpfung
Pathologisch-anatomisch zeigen sich Vergrößerung, Ödematisierung und Gelbfärbung der Bursa Fabricii, eine schwere Darmentzündung und Muskelblutungen. Dies ist zusammen mit dem klinischen Verlauf bereits charakteristisch. Eine Anzüchtung des Virus kann in oben beschriebenen Zellkulturen erfolgen.
Eine kausale Behandlung ist nicht möglich. Auch Desinfektionsmaßnahmen können die Weiterverbreitung durch die hohe Tenazität des Virus im Regelfall nicht stoppen. Die wirksamste Bekämpfungsmaßnahme ist die Impfung von Muttertieren. Sie wird drei bis sieben Wochen vor Legebeginn durchgeführt und dann jährlich aufgefrischt. Die Impfung schützt die frisch geschlüpften Küken durch über das Ei übertragene Antikörper. In der Schweiz wurden übergangsweise auch für die ökologische Landwirtschaft Gentech-Impfstoffe zugelassen.
In Deutschland zählt die Infektiöse Bursitis der Hühner zu den meldepflichtigen Tierkrankheiten. Auch in Österreich unterliegt sie der Meldepflicht.